# Grigori Minaskin
Grigori Minaskin (Tallin, 1 de febrero de 1991) es un deportista estonio que compite en judo. Ganó una medalla de bronce en el Campeonato Europeo de Judo de 2016, en la categoría de –100 kg.

## Palmarés internacional
| Campeonato Europeo | Campeonato Europeo | Campeonato Europeo | Campeonato Europeo |
| Año                | Lugar              | Medalla            | Categoría          |
| ------------------ | ------------------ | ------------------ | ------------------ |
| 2016               | Kazán (Rusia)      | Medalla de bronce  | –100 kg            |